# Mahōtsukai Sally
Mahōtsukai Sally (jap.: 魔法使いサリー mahōtsukai sarī „Hexe Sally“) ist eine Magical-Girl-Manga- und -Animeserie. Beide Fassungen wurden 1966 in Japan veröffentlicht. 1989 kam eine weitere Animeserie und 1990 ein Film hinzu. International wurde die Serie auch als Sally the Witch oder Magical Witch Sally bekannt.

## Handlung
Sally ist die Hexenprinzessin des magischen Königreichs und sehnt sich danach, das Reich der Sterblichen zu besuchen. Eines Tages teleportiert sich Sally versehentlich in die „Mittelwelt“ (Erde), wo sie mit ihrer Magie ein paar Einbrecher abwehrt, die zwei Schulmädchen bedrohen. Sally freundet sich sofort mit ihren neuen Bekannten an: der wilden Yoshiko Hanamura und der sehr mädchenhaften Sumire Kasugano. Sally beschließt, auf unbestimmte Zeit auf der Erde zu bleiben, was zu Unheil führt. Sally versucht, ihre übernatürlichen Fähigkeiten geheim zu halten und die Rolle eines menschlichen Kindes zu spielen.
In der letzten Folge teilt Sallys Oma ihr mit, dass sie ins magische Königreich zurückkehren muss. Bevor sie geht, versucht Sally, ihren Freunden von ihrer Herkunft zu erzählen, aber niemand will ihr glauben. Dann brennt ihre Grundschule und Sally benutzt ihre Magie, um sie zu löschen. Dann ist Sallys Zeit zu gehen gekommen und sie kehrt ins magische Königreich zurück.

## Veröffentlichung
Der Manga, gezeichnet von Mitsuteru Yokoyama, wurde von Juli 1966 bis 1967 im Magazin Ribon veröffentlicht. Dessen Verlag Shūeisha brachte die Kapitel auch gesammelt in einem Band heraus. Der Name der Hauptfigur war ursprünglich Sunny. Er wurde aber wegen Befürchtungen geändert, Nissan könnte gegen die Verwendung des Namens protestieren, oder nach anderen Quellen, weil Sony den Namen Sunny schon geschützt hatte.

## Anime-Adaptionen
Eine erste Adaption des Mangas als Anime für das japanische Fernsehen entstand noch 1966. Bei der Produktion von Toei Animation führte Osamu Kasai Regie, die Drehbücher schrieb Akiyoshi Sakai. Yukiyoshi Hane war für das Charakterdesign verantwortlich. Als Produzent fungierte Kenji Ōta und an der Serie war auch der später erfolgreiche Regisseur Hayao Miyazaki als Schlüsselbildzeichner beteiligt. Es entstanden 109 Folgen mit je 25 Minuten Laufzeit. Die ersten 17 Folgen wurden in Schwarzweiß gedreht und der Rest der Serie in Farbe. Vom Vorspann existiert eine Schwarzweiß- und eine Farbversion. Die Erstausstrahlung geschah vom 5. Dezember 1966 bis zum 30. Dezember 1968 bei NET. Später erfolgten Ausstrahlungen in Frankreich, Spanien, Mexiko, Italien und Polen.
Eine zweite Serie mit 88 Folgen entstand 1989, erneut bei Toei Animation unter Osamu Kasai. Das Charakterdesign entwarf nun Yasuhiro Yamaguchi zusammen mit Ikuno Suzuki. Weitere Designs stammen von Ryūji Yoshiike. Die zweite Serie setzt einige Jahre nach dem ursprünglichen Ende an und endet mit einem 50-minütigen Fernsehfilm, in der Sally träumt, schließlich die Königin des magischen Königreichs wird, aber ihre Freunde nicht zurücklassen will. Der Anime wurde vom 9. Oktober 1989 bis zum 23. September 1991 von TV Asahi ausgestrahlt. Es folgten Fernsehausstrahlungen in Korea, Frankreich, Spanien, Italien, Russland, Polen und den Philippinen.
1990 kam ein Kurzfilm zu Sally mit 27 Minuten Laufzeit in die japanischen Kinos. Er wurde vom gleichen Team produziert wie die zweite Fernsehserie.

### Synchronisation
| Rolle            | Japanische Stimme (1966) (Seiyū) | Japanische Stimmen (1989) |
| ---------------- | -------------------------------- | ------------------------- |
| Sally Yumeno     | Michiko Hirai                    | Yuriko Yamamoto           |
| Yoshiko Hanamura | Midori Kato                      | Midori Kato               |
| Sumire Kasugano  | Mariko Mukai                     | Nana Yamahuchi            |
| Cub              | Sachiko Chijimatsu               | Sachiko Chijimatsu        |
| Poron            | Fuyumi Shiraishi                 | Fuyumi Shiraishi          |
| Cima             | Mariko Mukai                     | Nana Yamaguchi            |
| Daimao           | Kosei Tomita                     | Kosei Tomita              |

### Musik
Die Musik der ersten Animeserie komponierte Yasei Kobayashi. Das Vorspannlied ist Mahōtsukai Sally no Uta (魔法使いサリーのうた) von The Three Graces. Die Lieder der Abspanne sind:
- Mahō no Mambo von Yoko Maekawa
- Itazura no Uta von Yukari Asai, Masako Nozawa, Midori Kato und Michiko Hirai
- Papapa no Choina no Uta von Yoko Mizugaki

Die Musik der zweiten Serie komponierte Haruki Mino. Der Vorspanntitel ist Mahōtsukai Sally (no uta) und für die Abspanne wurden die Lieder Fushigina Sally und Little Princess verwendet. Alle diese Lieder wurden gesungen von Hiroko Asakawa.

## Bedeutung und Nachwirkung
Sowohl Manga als auch Anime wurden von der amerikanischen Fernsehkomödie Verliebt in eine Hexe beeinflusst. Der Anime ist der erste des Genres Magical Girl, in dem ein Mädchen magische Kräfte erhält und für seine Mitmenschen einsetzt. Der Manga dagegen war nicht der erste mit diesem Thema, da ihm Himitsu no Akko-chan von 1962 zuvorkam. Er war zu seiner Zeit sehr erfolgreich und inspirierte viele Nachahmer. Die Hexe Sally wurde so zu einem der wichtigsten Archetypen im Anime. Zudem gehörte der Anime zu den ersten Serien, die sich explizit an Mädchen richteten, und erweiterte damit die von den Fernsehanimes angesprochenen Zielgruppen und angebotene Genres und Inhalte.